# نويشتات أن در أيش
نوياشتات أن در أيش (بالألمانية: Neustadt an der Aisch) هي بلدة ألمانية تقع في ألمانيا في منطقة نويشتادت آن دير آيش - باد فيندسهايم. يقدر عدد سكانها بـ 38,203 نسمة .

## المدن التوأمة
مدن Castelnuovo del Garda، مونتيسبيرتولي، هينو (توضيح)، Hluboká nad Vltavou، Lipik و هينو، طوكيو هي مدن توأمة لـنوياشتات آن در آيش.

## معرض صور

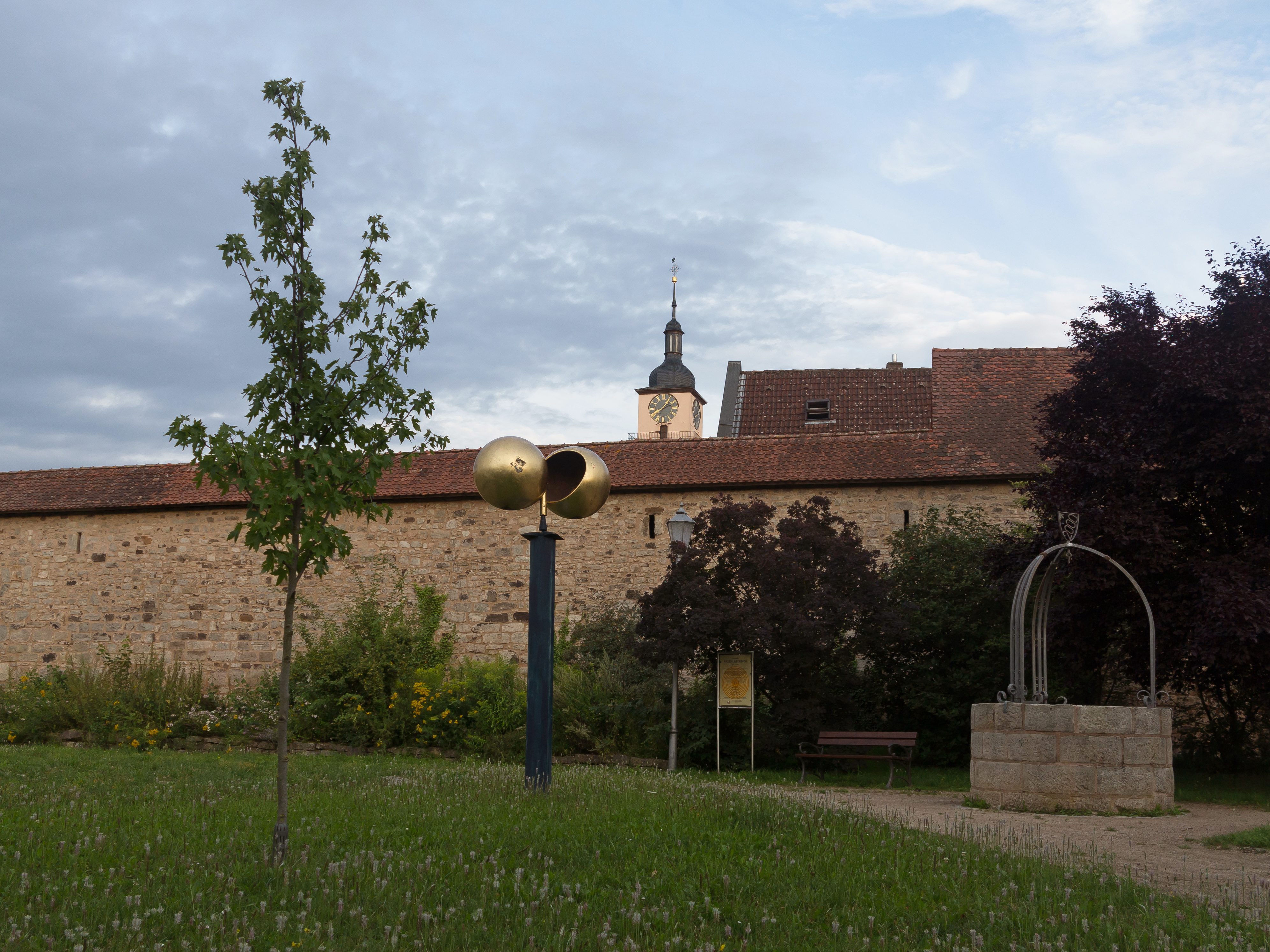
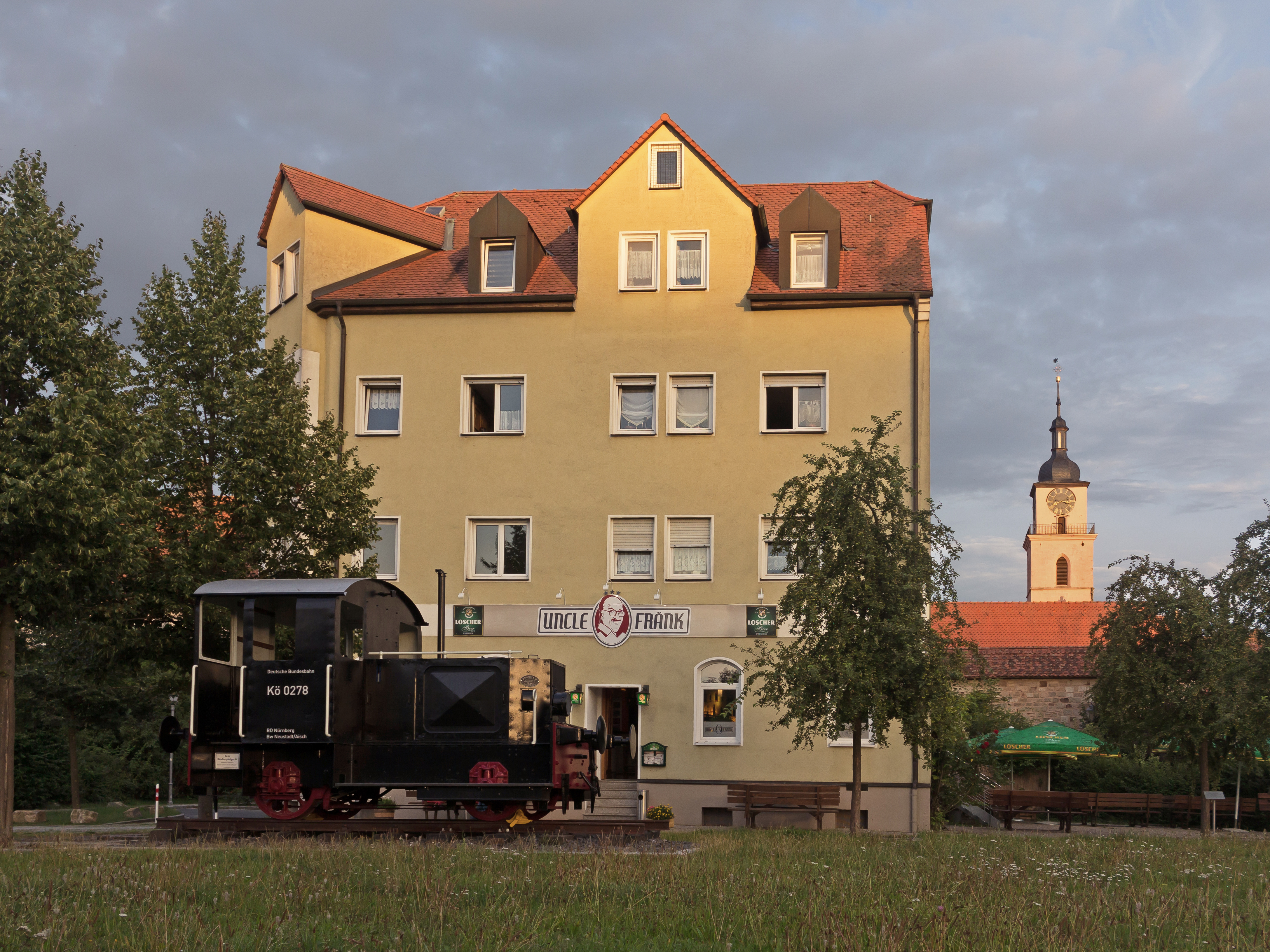
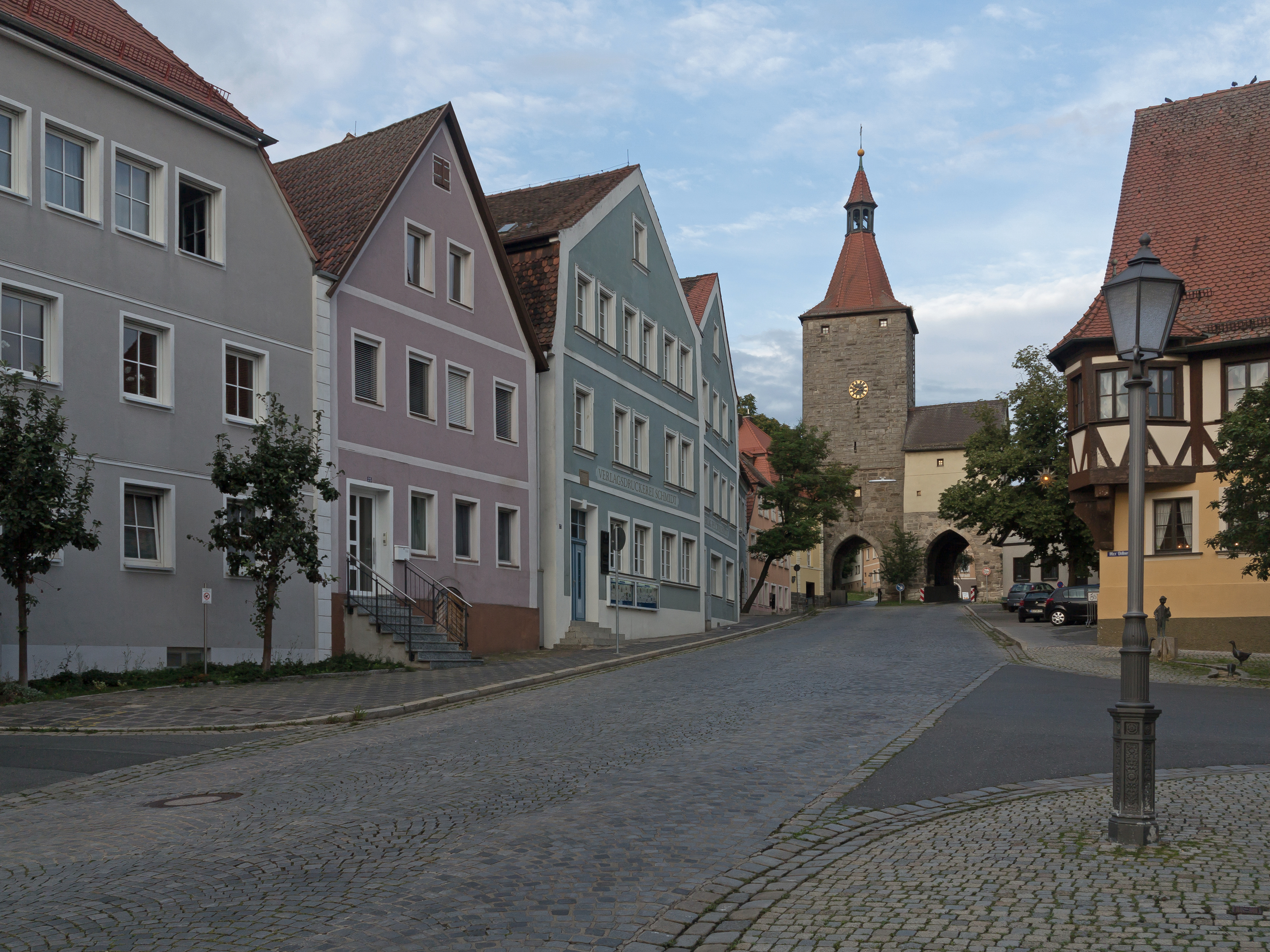

## أعلام
- يوهانس ريختر
- أرمين شفارتز
- أوقست كولب
- ك. لودفيغ فايفر
- هارالد هاس
- بيتر كولبي
- فريدرش الثاني